# Empire of the Ants
Empire of the Ants is een sciencefictionhorrorfilm uit 1977, mede geschreven en geregisseerd door Bert I. Gordon. De film is losjes gebaseerd op het kortverhaal "Empire of the Ants" uit 1905 van H.G. Wells en gaat over een groep potentiële kopers die onder leiding van een projectonwikkelaar een stuk grond op een eiland bezoeken en het daar moeten opnemen tegen grote gemuteerde mieren.

## Verhaal

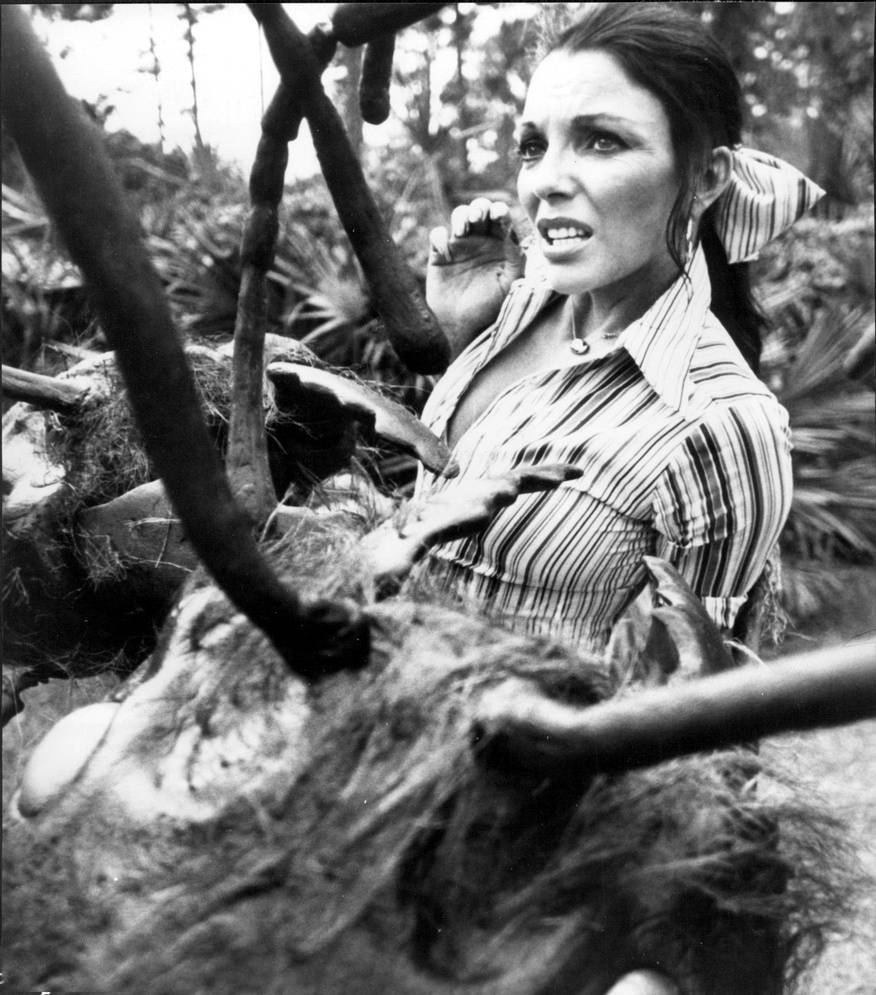
Joan Collins in Empire of the Ants

Wanneer een vat met radioactief afval op de kust van een eiland aanspoelt, begint er een zilverachtige smurrie te lekken die door de lokale mieren opgegeten wordt.
Ondertussen neemt de malafide projectontwikkelaar Marilyn Fryser (Joan Collins) een groep nieuwe potentiële klanten mee om een stuk grond op het eiland te bekijken, maar in werkelijkheid is de grond waardeloos. Het bezoek wordt echter abrupt ingekort doordat de groep op een nest van reusachtige gemuteerde mieren stoot. De mieren vernietigen hun boot en jagen de groep door de wildernis. Terwijl ze voor hun leven vluchten en onderweg veel van hun groep verliezen, bereiken de resterende overlevenden uiteindelijk het lokale eilandstadje.
Hun veiligheid is echter van korte duur als ze zich realiseren dat de grote mieren niet alleen de suiker van de lokale suikerfabriek opeten, maar dat ze dat bovendien doen met de medewerking van de lokale bevolking. De koningin-mier heeft immers met behulp van feromonen de hele stad onder haar controle. De overlevenden weten echter te ontsnappen en de suikerfabriek in brand te steken, waarbij de grote mieren omkomen, en verlaten het eiland per speedboot.

## Rolverdeling
| Acteur            | Personage           |
| ----------------- | ------------------- |
| Joan Collins      | Marilyn Fryser      |
| Robert Lansing    | Dan Stokely         |
| John David Carson | Joe Morrison        |
| Albert Salmi      | Sheriff Art Kincade |
| Jacqueline Scott  | Margaret Ellis      |
| Pamela Shoop      | Coreen Bradford     |
| Robert Pine       | Larry Graham        |
| Edward Power      | Charlie Pearson     |
| Brooke Palance    | Christine Graham    |
| Ilse Earl         | Mary Lawson         |
| Tom Fadden        | Sam Russell         |
| Harry Holcombe    | Harry Thompson      |
| Irene Tedrow      | Velma Thompson      |
| Marvin Miller     | de verteller        |

## Productie

### Speciale effecten

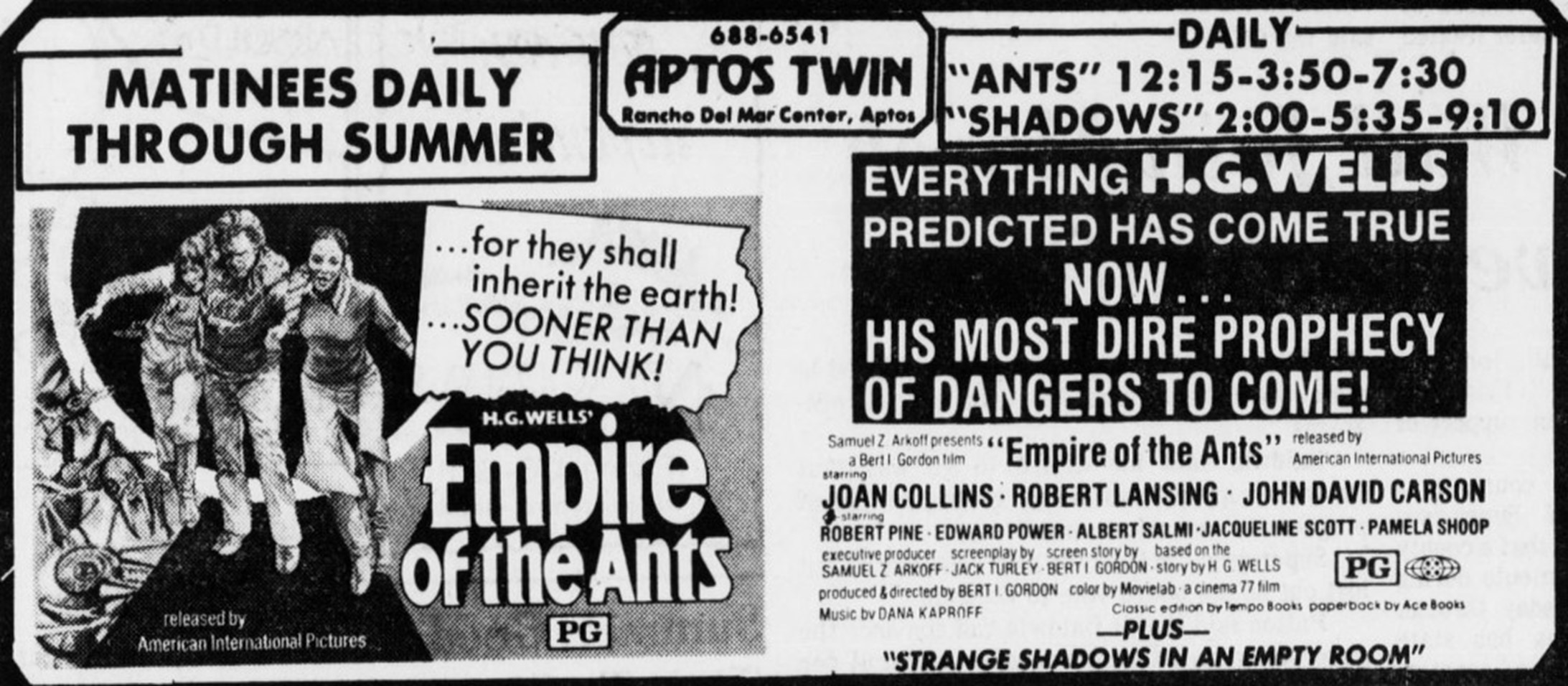
Advertentie uit 1977

Zoals bij de meeste films van Bert I. Gordon hield de regisseur zelf toezicht op de meeste speciale effecten. Om het effect van grote mieren te creëren, gebruikte hij vaak de techniek waarbij close-upbeelden van levende mieren werden gecombineerd met beelden van de acteurs op de set, die reageerden op de dreigende insecten. Een ander, grover effect dat Gordon gebruikte, was er een dat hij leende van een van zijn vorige films Beginning of the End, waarbij hij levende insecten liet rondkruipen in een miniatuurdecor met foto's van de locatie. De tekortkomingen van deze techniek vielen op in een scène waarin de mieren de buitenkant van een suikerfabriek beklimmen en sommige van hen plotseling van het gebouw lijken te kruipen en verticaal de lucht in lopen. Toen het scenario vereiste dat de acteurs door de mieren moesten aangevallen worden, werden grote rubberen mock-ups gebruikt die geanimeerd werden door crewleden die de gigantische rekwisieten voor de camera bewogen. Joan Collins zei later dat ze het niet leuk vond om met de mierenrekwisieten te werken omdat ze de acteurs, inclusief haarzelf, stootten en verwondden.

### Opnames
De opnames vonden plaats op locatie in de Everglades en St. Lucie en Martin County in Florida in de herfst van 1976. Filmen in een afgelegen moerasgebied bleek soms problematisch door het gebrek aan sanitaire voorzieningen en de onvoorspelbare wilde dieren. Ook zorgde het herfstweer ervoor dat de temperaturen tot het vriespunt daalden. Het was op een gegeven moment zo koud dat Shoop haar kaak ontwrichtte tijdens een van haar schreeuwscènes en ze in het ziekenhuis moest behandeld worden.

## Ontvangst
De film behaalde een score van 5% (19 recensies) op Rotten Tomatoes, met een gemiddelde score van 2,72/10.
Joan Collins werd genomineerd voor Beste Actrice voor haar hoofdrol in deze film tijdens de vijfde jaarlijkse Saturn Awards.